# Nanosaurus

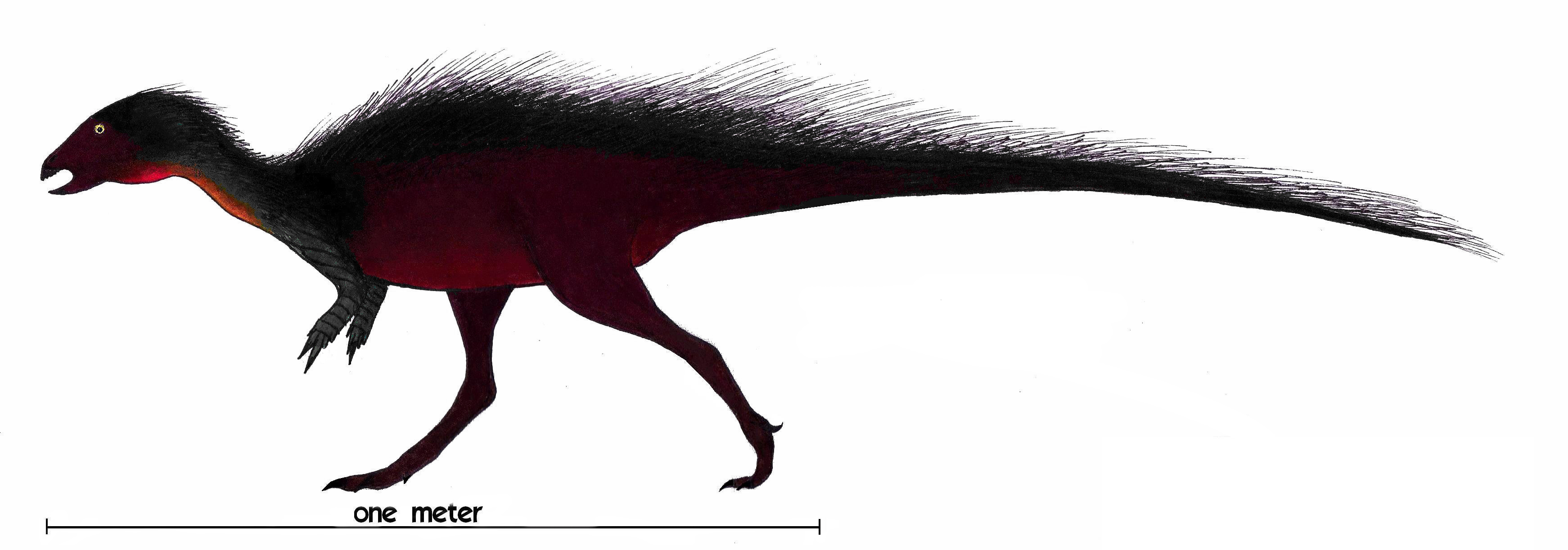
Реконструкция

Nanosaurus (лат.) — род птицетазовых орнитоподовых динозавров из поздней юры Северной Америки. Типовой и единственный вид Nanosaurus agilis назван и описан выдающимся американским палеонтологом Отниелом Чарлзом Маршем в 1877 году. Родовое имя означает «карликовый ящер». Видовое имя «agilis» означает «проворный».

## История исследования
Голотип YPM 1913, включающий челюстную кость и посткраниальный скелет: подвздошную кость, бедренные кости, большеберцовые кости и малоберцовую кость, обнаружен в слоях формации Моррисон, датированных киммериджем — титоном, 157,3—145 млн лет назад, штат Вайоминг, США. В 1877 году останки были отнесены Маршем к новому роду Nanosaurus и виду Nanosaurus agilis. В том же году Марш дал имена ещё двум видам:
- N. rex, известный по голотипу YPM 1915, включающему целую бедренную кость. Видовое имя означает «царь»[2];
- N. victor, видовое имя которого означает «победитель»[1].

Однако останки N. victor в 1881 году сам Марш признал принадлежащими маленькому двуногому базальному крокодилу Hallopus. 
А в 1973 году Питер Гэлтон и Джим Дженсон описали частичный скелет второго экземпляра N. rex — BYU ESM 163, у которого отсутствовали голова, конечности и хвост. В 1977 году Гэлтон пришёл к выводу, что N. rex и найденный скелет сильно отличаются от N. agilis и ввёл новый род Othnielia для N. rex.

## Описание
За недостатком материала можно предположить, что Nanosaurus был маленьким двуногим травоядным динозавром.

## Систематика
В 1878 году Марш ввёл семейство Nanosauridae, в которое помести единственный род — Nanosaurus. После смерти Марша род был включён в семейство Гипсилофодонтиды. В 1977 году Гэлтон отнёс Nanosaurus к семейству Fabrosauridae, но другие авторы, включая Пола Серено, рассматривают его, как nomen dubium неясного родства в составе птицетазовых динозавров или как неясного гипсилофодонтида. В 2007 году Гэлтон предположил, что Nanosaurus является базальным орнитоподом и указал на сходство бедренной кости с гетеродонтозавридами. А также осторожно предположил, что зубы (YPM 9524 и YPM 9523), ранее относимые к Drinker, принадлежат Nanosaurus.